# Comité Europeo de Estándares Bancarios
El Comité Europeo de Estándares Bancarios (SEBC) se formó en diciembre de 1992 por las principales asociaciones bancarias europeas para mejorar la infraestructura técnica bancaria europea por el desarrollo de normas. En 2006 sus funciones fueron asumidas por el Consejo Europeo de Pagos y el Comité fue disuelto.
Su página web está gestionada por un grupo independiente de Recursos Bancarios Europeos.